# Campionati statunitensi di sci alpino 1997
I Campionati statunitensi di sci alpino 1997 si svolsero a Sugarloaf dal 20 al 24 marzo. Il programma incluse gare di discesa libera, supergigante, slalom gigante, slalom speciale e combinata, sia maschili sia femminili.
Trattandosi di competizioni valide anche ai fini del punteggio FIS, vi parteciparono anche sciatori di altre federazioni, senza che questo consentisse loro di concorrere al titolo nazionale statunitense.

## Risultati

### Uomini

#### Discesa libera
| Pos. | Atleta         | Nazione     | Tempo   |
| ---- | -------------- | ----------- | ------- |
| 1    | Tommy Moe      | Stati Uniti | 1:23,26 |
| 2    | A J Kitt       | Stati Uniti | 1:23,47 |
| 3    | Chris Puckett  | Stati Uniti | 1:23,48 |
| 4    | Chad Fleischer | Stati Uniti | 1:23,79 |
| 5    | Michael Makar  | Stati Uniti | 1:24,08 |
| 6    | Casey Puckett  | Stati Uniti | 1:24,23 |
| 7    | Ehlias Louis   | Stati Uniti | 1:24,39 |
| 8    | Daron Rahlves  | Stati Uniti | 1:24,44 |
| 9    | Sacha Gros     | Stati Uniti | 1:24,58 |
| 10   | Jason Rosner   | Stati Uniti | 1:24,75 |

Data: 20 marzo

#### Supergigante
| Pos. | Atleta         | Nazione     | Tempo   |
| ---- | -------------- | ----------- | ------- |
| 1    | Tommy Moe      | Stati Uniti | 1:27,38 |
| 2    | Chris Puckett  | Stati Uniti | 1:27,50 |
| 3    | Casey Puckett  | Stati Uniti | 1:28,07 |
| 4    | A J Kitt       | Stati Uniti | 1:28,22 |
| 5    | Daron Rahlves  | Stati Uniti | 1:28,55 |
| 6    | Jason Rosner   | Stati Uniti | 1:28,68 |
| 7    | Wisi Betschart | Stati Uniti | 1:28,96 |
| 8    | Michael Makar  | Stati Uniti | 1:28,98 |
| 9    | Zachary Crist  | Stati Uniti | 1:29,02 |
| 10   | Sacha Gros     | Stati Uniti | 1:29,31 |

Data: 21 marzo

#### Slalom gigante
| Pos. | Atleta               | Nazione     | Tempo   |
| ---- | -------------------- | ----------- | ------- |
| 1    | Sacha Gros           | Stati Uniti | 2:25,98 |
| 2    | Uroš Pavlovčič       | Slovenia    | 2:26,59 |
| 3    | Dane Spencer         | Stati Uniti | 2:26,67 |
| 4    | Chris Puckett        | Stati Uniti | 2:27,57 |
| 5    | Thomas Vonn          | Stati Uniti | 2:27,92 |
| 6    | Andy LeRoy           | Stati Uniti | 2:27,93 |
| 7    | Michael Reed         | Stati Uniti | 2:28,33 |
| 8    | Brandon Dyksterhouse | Stati Uniti | 2:28,39 |
| 9    | J. Andrew Martin     | Stati Uniti | 2:28,55 |
| 10   | Rich Hadley          | Stati Uniti | 2:28,87 |

Data: 22 marzo

#### Slalom speciale
| Pos. | Atleta              | Nazione     | Tempo   |
| ---- | ------------------- | ----------- | ------- |
| 1    | Martin Tichý        | Rep. Ceca   | 1:36,47 |
| 2    | Uroš Pavlovčič      | Slovenia    | 1:36,70 |
| 2    | Chris Puckett       | Stati Uniti | 1:36,70 |
| 4    | Chip Knight         | Stati Uniti | 1:36,72 |
| 5    | Matt Grosjean       | Stati Uniti | 1:36,79 |
| 6    | Josh Nolting        | Stati Uniti | 1:38,25 |
| 7    | Sacha Gros          | Stati Uniti | 1:38,75 |
| 8    | Drew Thorne-Thomsen | Stati Uniti | 1:38,92 |
| 9    | Chad Wolk           | Stati Uniti | 1:38,95 |
| 10   | Bode Miller         | Stati Uniti | 1:38,96 |

Data: 24 marzo

#### Combinata
| Pos. | Atleta        | Nazione     |
| ---- | ------------- | ----------- |
| 1    | Chris Puckett | Stati Uniti |
| 2    | ?             | ?           |
| 3    | ?             | ?           |

### Donne

#### Discesa libera
| Pos. | Atleta            | Nazione     | Tempo   |
| ---- | ----------------- | ----------- | ------- |
| 1    | Hilary Lindh      | Stati Uniti | 1:26,61 |
| 2    | Megan Gerety      | Stati Uniti | 1:26,74 |
| 3    | Kathleen Monahan  | Stati Uniti | 1:27,50 |
| 4    | Kirsten Clark     | Stati Uniti | 1:28,06 |
| 5    | Shana Sweitzer    | Stati Uniti | 1:28,15 |
| 6    | Caroline Lalive   | Stati Uniti | 1:28,91 |
| 7    | Ashley Davenport  | Stati Uniti | 1:28,64 |
| 8    | Amber Guaraglia   | Stati Uniti | 1:28,99 |
| 9    | Alison Powers     | Stati Uniti | 1:29,03 |
| 10   | Alexandra Shaffer | Stati Uniti | 1:29,07 |

Data: 20 marzo

#### Supergigante
| Pos. | Atleta            | Nazione     | Tempo   |
| ---- | ----------------- | ----------- | ------- |
| 1    | Hilary Lindh      | Stati Uniti | 1:31,94 |
| 2    | Megan Gerety      | Stati Uniti | 1:32,30 |
| 3    | Kirsten Clark     | Stati Uniti | 1:32,89 |
| 4    | Amber Guaraglia   | Stati Uniti | 1:32,98 |
| 5    | Alexandra Shaffer | Stati Uniti | 1:33,40 |
| 6    | Kathleen Monahan  | Stati Uniti | 1:33,43 |
| 7    | Ashley Davenport  | Stati Uniti | 1:33,54 |
| 8    | Shannon Nobis     | Stati Uniti | 1:34,06 |
| 9    | Jonna Mendes      | Stati Uniti | 1:34,21 |
| 10   | Tatum Skoglund    | Stati Uniti | 1:34,27 |

Data: 21 marzo

#### Slalom gigante
| Pos. | Atleta            | Nazione     | Tempo   |
| ---- | ----------------- | ----------- | ------- |
| 1    | Carrie Sheinberg  | Stati Uniti | 2:14,56 |
| 2    | Tatum Skoglund    | Stati Uniti | 2:14,66 |
| 3    | Heidi Voelker     | Stati Uniti | 2:14,67 |
| 4    | Megan Gerety      | Stati Uniti | 2:15,54 |
| 5    | Christina Guptill | Stati Uniti | 2:15,82 |
| 6    | Kirsten Clark     | Stati Uniti | 2:15,86 |
| 7    | Kazuko Ikeda      | Giappone    | 2:16,89 |
| 8    | Sarah Schleper    | Stati Uniti | 2:17,06 |
| 9    | Caroline Lalive   | Stati Uniti | 2:17,26 |
| 10   | Marcella Biondi   | Italia      | 2:18,42 |

Data: 23 marzo

#### Slalom speciale
| Pos. | Atleta            | Nazione     | Tempo   |
| ---- | ----------------- | ----------- | ------- |
| 1    | Kristina Koznick  | Stati Uniti | 1:30,05 |
| 2    | Carrie Sheinberg  | Stati Uniti | 1:31,68 |
| 3    | Kateřina Tichý    | Rep. Ceca   | 1:31,83 |
| 4    | Alexandra Shaffer | Stati Uniti | 1:32,61 |
| 5    | Edda Mutter       | Germania    | 1:33,78 |
| 6    | Aimee Mulkern     | Stati Uniti | 1:34,35 |
| 7    | Taylor Watts      | Stati Uniti | 1:35,43 |
| 8    | Kathleen Monahan  | Stati Uniti | 1:35,48 |
| 9    | Alicia Howard     | Stati Uniti | 1:36,03 |
| 10   | Tatum Skoglund    | Stati Uniti | 1:36,63 |

Data: 24 marzo

#### Combinata
| Pos. | Atleta           | Nazione     |
| ---- | ---------------- | ----------- |
| 1    | Carrie Sheinberg | Stati Uniti |
| 2    | ?                | ?           |
| 3    | ?                | ?           |